# Gáborvölgy
Gáborvölgy (horvátul: Grabrovnik) falu Horvátországban Muraköz megyében.
Közigazgatásilag Stridóvárhoz tartozik.

## Fekvése
Csáktornyától 16 km-re északnyugatra, községközpontjától Stridóvártól 2 km-re délkeletre fekszik.

## Története
A csáktornyai uradalom része volt. 1546-ban I. Ferdinánd király adományából a Zrínyieké lett. Miután Zrínyi Pétert 1671-ben felségárulás vádjával halálra ítélték és kivégezték, minden birtokát elkobozták, így a birtok a kincstáré lett.  III. Károly király 1719-ben a Muraközzel együtt szolgálatai jutalmául elajándékozta Althan Mihály János cseh nemesnek. 1791-ben gróf Festetics György vásárolta meg és ezután 132 évig a tolnai Festeticsek birtoka volt.
Vályi András szerint "GRABROVNAK. vagy Grabrovnik. Horvát falu Szala Vármegyében, földes Ura G. Althán Uraság, lakosai katolikusok, fekszik Stridóhoz, mellynek filiája nem meszsze. Határja soványas, ’s vagyonnyai is tsekélyek, harmadik Osztálybéli."
A településnek 1910-ben 691, többségben horvát lakosa volt, jelentős magyar kisebbséggel. A trianoni békeszerződésig Zala vármegye Csáktornyai járásához tartozott. 2001-ben 390 lakosa volt.

## Külső hivatkozások
- A Stridóvári turisztikai hivatal honlapja
- Stridóvár a Muraköz információs portálján